# Крест Всемирного торгового центра

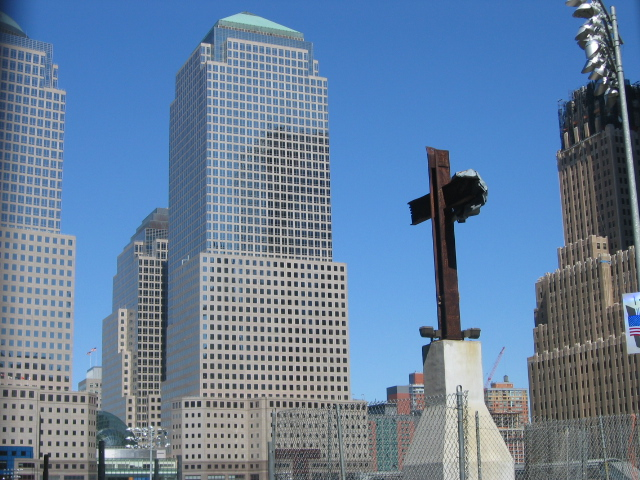
Крест в апреле 2005 года

Крест Всемирного торгового центра (англ. World Trade Center cross; также Крест Граунд-Зиро, англ. Ground Zero cross) — сочленение стальных балок в виде христианского креста, найденное на участке Граунд-Зиро после обрушения башен Всемирного торгового центра.
В строительстве башен Всемирного торгового центра использовались сборные конструкции, которые скреплялись или сваривались на месте. Такой подход позволил значительно сократить время и стоимость постройки. При строительстве использовались тавровые и прочие поперечные балки. Обломки, образовавшиеся при обрушении башен комплекса, попали в том числе в здание ВТЦ 6. 13 сентября 2001 года, во время разбора обломков этого здания, рабочий Фрэнк Силеккья (Frank Silecchia) обнаружил сочленение двух стальных балок в виде креста размером 6,1 метров. Люди, имевшие в то время доступ на Граунд-Зиро, использовали крест в качестве места поклонения. Спустя несколько недель крест начал мешать проведению ремонтно-восстановительных работ. В связи с этим 3 октября его с разрешения правительства города перенесли на бывшую площадь у пересечения Черч- и Либерти-стрит и 4 октября установили на пьедестал. 5 октября 2006 года крест вновь переместили. На этот раз он был временно установлен у фасада церкви Святого Петра, выходящего на Черч-стрит между Баркли- и Визи-стрит. 23 июля 2011 года крест был благословлён преподобным Брайаном Джорданом и перемещён в Национальный мемориал и музей 11 сентября на Граунд-Зиро.